# Шалаєв Євгеній Андрійович
Шала́єв Євге́ній Андрі́йович (*8 серпня 1938, село Столярово, Малопургинський район) — радянський робітник-новатор, лауреат Державної премії СРСР (1978).
Трудову діяльність розпочав з 16 років слюсарем Іжевського мотозаводу (1954—1958). А 1958—1959 роках працював столяром будівельно-монтажного поїзда № 27 в місті Єкатеринбург. В 1960—1961 роках — слюсар Іжевського ЕМЗ. Після служби в армії (1961-1964) повернувся на підприємство на ту ж посаду, де і досягнув видатних результатів в своїй роботі.
Впровадив у виробництво більш як 20 прийомів, які дозволили знизити трудомісткість оброблюваних деталей більш як в 5 разів. Працюючи з особистим клеймом, регулярно виконував змінні завдання на 160—170 %. Державна премія СРСР була надана за участь у впроваджені та організації виробництва зенітно-ракетного комплексу «Оса». Нагороджений орденами Леніна (1976), Трудового Червоного Прапора (1971), декількома медалями.